# Susanna Schwager
Susanna Schwager (* 13. Januar 1959 in Zürich) ist eine Schweizer Schriftstellerin.

## Leben
Susanna Schwager wurde in Zürich geboren und lebte dort über ein halbes Jahrhundert. Sie begann ihren beruflichen Werdegang als Lektorin beim Diogenes Verlag. Später verbrachte sie mehrere Jahre in Mexiko, von wo sie Reportagen u. a. für die NZZ und die alte Weltwoche verfasste. Wieder in der Schweiz, schrieb sie Fleisch und Blut und Die Frau des Metzgers, berührende Hommagen an ihre Grosseltern, die vom Emmental nach Zürich emigriert waren. Mit Ida – Eine Liebesgeschichte vervollständigte sie 2010 die Familientrilogie mit der Geschichte ihrer Grossmutter väterlicherseits und deren Leben im Hinterthurgau und als Wirtschaftsflüchtlinge in Zürich. Dafür wurde sie 2011 mit dem Schillerpreis der Zürcher Kantonalbank geehrt. Ihre Werke bezeichnet sie als «dokumentarische Literatur», da sie im Sinn der Oral History aufgrund von Gesprächen entstehen: "Ich erfinde nichts. Ich wähle aus, übersetze oder übertrage in eine Schriftlichkeit, bringe ins Licht, lasse im Schatten, recherchiere, komponiere, rhythmisiere und gestalte Leerräume und Übergänge." Der bekannte Schweizer Schriftsteller Urs Widmer attestierte ihr, «eine eigene Literaturform erschaffen zu haben».
Mit Das volle Leben – Frauen über achtzig erzählen stand Susanna Schwager 2007 fast ein Jahr lang in den Top Ten der Schweizer Bestsellerliste, davon mehrere Wochen auf Platz 1. Ein Jahr später erschien der Folgeband ihrer «Comédie Humaine», Das volle Leben – Männer über achtzig erzählen. 2012 erschien der dritte Band mit Lebensbildern, Das halbe Leben – Junge Männer erzählen. 2014 erforscht sie die bewegende Geschichte der ersten Zürcher Domina und Aidshelferin, Freudenfrau – Die Geschichte der Zora von Zürich. 2017 vollendet sie das Langzeitprojekt mit Das halbe Leben – Junge Frauen erzählen. Alle Bücher wurden Bestseller.

## Auszeichnungen
- 2005: Werkbeitrag der UBS-Kulturstiftung
- 2006: Beitrag des Kantons Solothurn
- 2006: Hermann-Herzer-Preis der Schweizer Metzger
- 2007: Literarische Auszeichnung Kanton Zürich
- 2008: Werkjahr Pro Helvetia
- 2008: Werkjahr Kanton Thurgau
- 2011: Schillerpreis der Zürcher Kantonalbank

## Werke
- Gebrauchsanweisung für Mexiko. Piper, München 1998, ISBN 3-492-04999-0.
- Fleisch und Blut. Das Leben des Metzgers Hans Meister. Chronos, Zürich 2004, ISBN 3-0340-0687-X.
- Die Frau des Metzgers. Eine Annäherung. Chronos, Zürich 2007, ISBN 978-3-0340-0869-3.
- Das volle Leben – Frauen über achtzig erzählen. Wörterseh, Gockhausen 2007, ISBN 978-3-9523213-4-8.
- Das volle Leben – Männer über achtzig erzählen. Wörterseh, Gockhausen 2008, ISBN 978-3-03763-001-3.
- Ida – eine Liebesgeschichte. Wörterseh, Gockhausen 2010, ISBN 978-3-03763-017-4.
- Das halbe Leben – Junge Männer erzählen. Wörterseh, Gockhausen 2012, ISBN 978-3-03763-024-2.
- Freudenfrau – Die Geschichte der Zora von Zürich. Wörterseh, Gockhausen 2014, ISBN 978-3-03763-050-1.
- Das halbe Leben – Junge Frauen erzählen. Wörterseh, Gockhausen 2017, ISBN 978-3-03763-076-1.
- Lamento – Brief an den Vater. Bilgerverlag, Zürich 2021, ISBN 978-3-03762-091-5